# République serbe de Krajina
1990–1995
Entités précédentes :
- RFS de Yougoslavie (RS Croatie)

Entités suivantes :
- Croatie
- Administration transitoire des Nations unies pour la Slavonie orientale, la Baranja et le Srem occidental

La république serbe de Krajina était une entité serbe autoproclamée de Croatie pendant la guerre d'indépendance de la Croatie, ayant existé de 1990 à 1995 : elle contrôlait deux territoires, l'un à la frontière avec la Bosnie-Herzégovine, l'autre le long du Danube à l'Est de la Croatie.

## Toponymie
République serbe de Krajina est parfois raccourcie en « Krajina », « RSK » ou encore « Krajina serbe ». La traduction en serbe est Republika Srpska Krajina en alphabet latin et Република Српска Крајина en alphabet cyrillique, raccourci en PCK.

## Histoire

### La région sous les Habsbourg
En 1522, afin de contrer l’invasion ottomane, les Habsbourg créent le long de la frontière avec la Bosnie alors sous contrôle ottoman, des « confins militaires » ou « Krajina militaire » (en croate Vojna Krajina) où ils installent des colons de plusieurs nationalités : pandoures Croates ou Magyars de confession catholique mais surtout Slaves et Valaques de confession orthodoxe, fuyant la domination ottomane dans les Balkans. Ces colons ont la charge de défendre militairement la frontière de l’Empire autrichien contre les raids, incursions et infiltrations des Akindjis ottomans. En échange, il bénéficient de terres et de franchises d’impôts.
Les Valaques furent autrefois nombreux dans ces régions des Alpes dinariques et de Slavonie, mais sont progressivement passés à la langue serbo-croate, tout en restant orthodoxes, et de nos jours ces personnes originaires de la Krajina ne se déclarent pas comme « Valaques » mais comme « Serbes ». En Serbie aussi, la très grande majorité des Valaques s’identifie aujourd’hui comme Serbes, bien qu’une petite minorité garde l’identité et la langue valaque.
Aujourd'hui en Croatie, le terme de « valaque » (vlas) devenu nom commun, est employé par les Croates pour désigner de façon péjorative les orthodoxes, soit en pratique les Serbes, et même plus largement les campagnards et les montagnards Croates venus en ville de l’arrière-pays. En 1630 les Habsbourg promulguent une constitution dite Statuta Valachorum, « Statut des Valaques », fixant les droits et devoirs des Krajišnik (habitant ou originaire de Krajina) et offrant une large autonomie sur le fonctionnement intérieur aux habitants de Krajina, exemptés d'impôts. Cette autonomie permit aux habitants de cultiver et sauvegarder une identité orthodoxe, devenue serbe. Lors des guerres d'indépendance serbes contre les Ottomans en 1804 et 1815, les Serbes de l'empire d'Autriche en furent les principaux financiers.
La monarchie des Habsbourg, vaincue par les Ottomans, leur rend de nombreux territoires conquis auparavant et ratifie un traité de paix en 1739 : le traité de Belgrade. L'héritière de l'Empire, Marie-Thérèse d'Autriche, modiifie alors les Statuta Valachorum en supprimant le 23 avril 1747 les franchises dont bénéficiaient les Serbes de Krajina, au motif que la menace ottomane se serait dissipée par la signature du traité de Belgrade et que les exemptions seraient ainsi devenus une charge financière inutile pour l'Empire.
Les confins militaires sont néanmoins maintenus jusqu'en 1881, s'étendant de l'Ouest de la Bosnie jusqu'à l'Est du Banat (actuellement une partie de la Voïvodine et de l'Ouest de la Roumanie). Seule la région de Knin n'en fait pas partie car elle appartient encore à la république de Venise (697-1797).
En 1881, la Krajina croate (Croatie militaire) et la Krajina de Slavonie (en) (Požega (ancien comitat), Virovitica (ancien comitat), Syrmie (comitat), sous autorité d l'Église orthodoxe serbe) sont intégrées au Royaume de Croatie-Slavonie (1868-1918), dépendant des Pays de la Couronne de saint Étienne, partie hongroise de l'Autriche-Hongrie, qui, depuis 1878, occupe la Bosnie-Herzégovine.

### La république serbe de Krajina

#### Montée du nationalisme en Croatie et formation

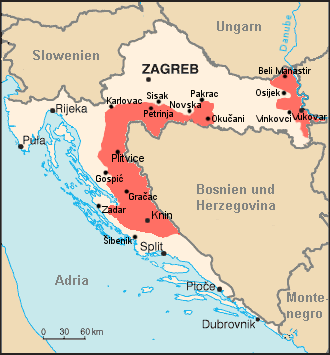
Carte de la république serbe de Krajina de janvier 1993 à mai 1995.

Le 30 mai 1990, l'indépendantiste croate Franjo Tuđman remporte les premières élections multipartites de Croatie et est nommé président de Croatie. Avec la Slovénie de Milan Kučan, il propose de transformer la Yougoslavie en une confédération d'États souverains. 
Dans le contexte national tendu de la Yougoslavie communiste finissante, les Serbes de Croatie manifestent pour rester au sein de l'État fédéral au cas où la Croatie s'en détacherait. À ce moment, environ 2 millions de Serbes vivaient en dehors de la république de Serbie, sur les 8,5 millions de Serbes de la Yougoslavie de 1991.
Le 1er juillet 1990, soutenus par une partie des Serbes de Serbie ainsi que par Slobodan Milošević et porté par la crainte de la création d'un État croate oustachi, les séparatistes serbes proclament unilatéralement la création d'un « Conseil national serbe » avec à leur tête Milan Babić, un dentiste de Knin. C'est la « Révolution des rondins » en référence aux barricades érigées en travers des routes.
En août 1990, un référendum est tenu dans certaines municipalités de la région communément nommée Krajina. 99,7 % des votants se prononcent pour la « souveraineté et l'autonomie » des Serbes en Croatie. Le référendum est déclaré illégal et invalide par les autorités de Croatie qui déclarent que les Serbes n'avaient aucun droit constitutionnel de se détacher du territoire croate.
Tuđman réplique en décembre 1990 en modifiant la constitution croate pour renforcer le caractère croate de la nouvelle république. Il en résulte que les minorités perdent tous leurs statuts (y compris celui de minorité constitutive de la république) et ne gardent que la citoyenneté croate. Cela revenait à conférer le même poids aux Hongrois (0,5 % de la population) qu'aux Serbes (12,2 % de la population).
Le 21 décembre 1990, Milan Babić déclare la création d'une « Région autonome serbe de Krajina » avec pour capitale Knin et regroupant onze municipalités sur un total de 102 où les Serbes étaient recensés comme majoritaires, soit 7 097 km2, 12,5 % du territoire croate. Le 1er avril 1991, la Région autonome serbe de Krajina fait sécession de la Croatie, d'autres communes croates à l'Est de la Croatie la rejoignent en cessant de payer leurs impôts.
C'est sur un maximum de 17 028 km2 soit 30 % de la superficie de la Croatie que s'étendra la RSK entre 1991 et 1995. En réalité, moins de la moitié des 582 000 Serbes de Croatie habitaient les territoires rassemblés dans la RSK, l'autre moitié se trouvant disséminée dans les principales agglomérations de Croatie. Quant aux onze districts d'origine, on n'y trouvait qu'un Serbe de Croatie sur quatre soit 144 000 personnes.

#### Affrontements

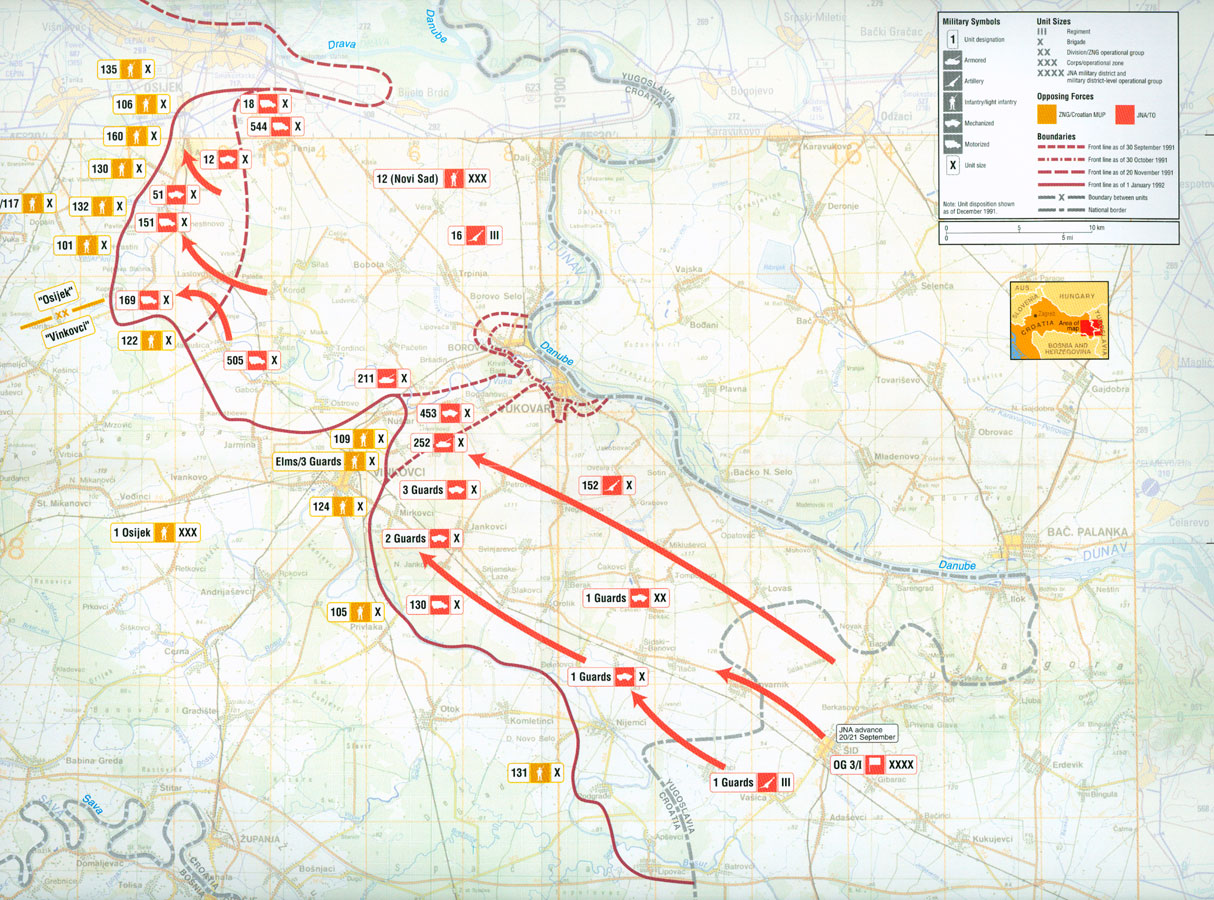
Plan de la conquête de la Slavonie orientale par l'armée yougoslave de septembre 1991 à janvier 1992.

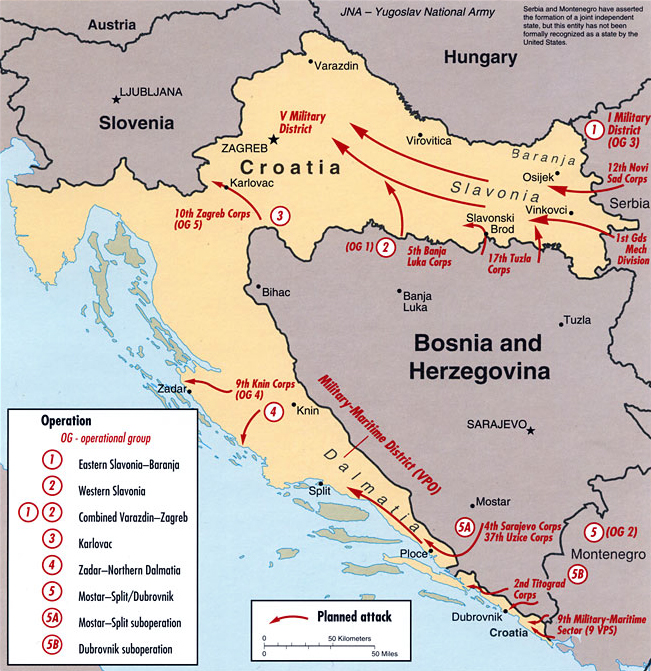
Plan des actions menées par l'armée de Yougoslavie lors de l'invasion de la Croatie en 1991.

Le 31 mars 1991, les premières rixes armées éclatent dans le parc national des lacs de Plitvice avec leur annexion par la Région autonome serbe de Krajina : deux Serbes et un policier croate sont les premiers morts de la guerre qui va suivre.
Le 12 mai 1991, un second référendum est organisé en RSK : les Serbes se prononcent à 99,8 % pour un rattachement à la Serbie.
Le 25 juin 1991 et comme le permet la constitution yougoslave, la Croatie déclare son indépendance. 38 communes sur 102 se retrouvent très vite en état d'insurrection. L'armée yougoslave (ou JNA) dirigée par Ratko Mladić, s'affichant en défenseur de l'unité yougoslave et prétextant la défense des Serbes et de leurs intérêts, et basée en Serbie déclenche alors les hostilités en bombardant et en envahissant la Croatie à partir d'août 1991 et progresse très rapidement en territoire croate une fois la ville frontalière de Vukovar tombée le 18 novembre au cours de la bataille de Vukovar.
La Région autonome serbe de Krajina étend ensuite son territoire à de nombreuses reprises jusqu'à atteindre environ un tiers de la superficie de la Croatie. Les minorités présentes dans les zones contrôlées par les Serbes sont alors persécutées, intimidées, déplacées et sont victimes d'exactions (pillages, assassinats, massacres, etc.). Les monuments culturels et religieux sont détruits pour effacer toute trace de présence non serbe. Au total, ce sont environ 13 000 non-Serbes de Croatie qui seront tués (guerre et crimes) et 250 000 qui seront chassés du territoire contrôlé par la RSK, principalement vers la Croatie jusqu'en février 1992 d'abord par la JNA puis par les miliciens serbes de la RSK. Dans le même temps, en zones d'insurrection, des Croates se rebellent et tentent de faire subir le même sort aux Serbes. Environ 80 000 Serbes quitteront tout de même la RSK entre 1991 et 1995, la plupart poussés par les mauvaises conditions générales de vie (insécurité, chômage, etc.).
Le 19 décembre 1991, la « Région autonome serbe de Krajina » est transformée en « république serbe de Krajina ». Le 26 février 1992, la Slavonie occidentale et la Slavonie orientale, Baranja et Syrmie occidentale rejoignent la RSK.
En janvier 1992, un accord est trouvé entre Slobodan Milošević et Franjo Tuđman. Cet accord prévoit le retrait de la JNA, le retour des personnes déplacées dans leurs maisons et l'installation d'une force d'interposition internationale sous l'égide de l'Organisation des Nations unies suivant le plan Vance (du nom de Cyrus Vance). En réalité, une partie de l'armement et des hommes de l'armée de Yougoslavie ont intégré l'armée de la RSK et très peu de réfugiés sont rentrés chez eux.
Le 21 février 1992, le Conseil de sécurité des Nations unies décide la création de la Force de protection des Nations unies (FORPRONU, UNPROFOR en anglais) : 14 000 casques bleus sont peu à peu déployés après six mois de guerre ouverte. Malgré un succès relatif quant à la démilitarisation partielle de la ligne de front et des forces serbes et croates de part et d'autre, les casques bleus échouent à mettre en œuvre le retrait partiel des troupes serbes des territoires à majorité croate (les « Zones roses »). Parmi les derniers Croates restés sur place, 250 civils et soldats seront tués malgré la présence des soldats de la paix (massacre de Vukovar).
Le 30 décembre 1992, la Croatie opère un redécoupage de son territoire avec la création de deux kotars (régions autonomes) pour les Serbes. Mais cette solution est rejetée par la RSK qui juge les zones concédées trop petites et le degré d'autonomie insuffisant.

#### La reconquête croate

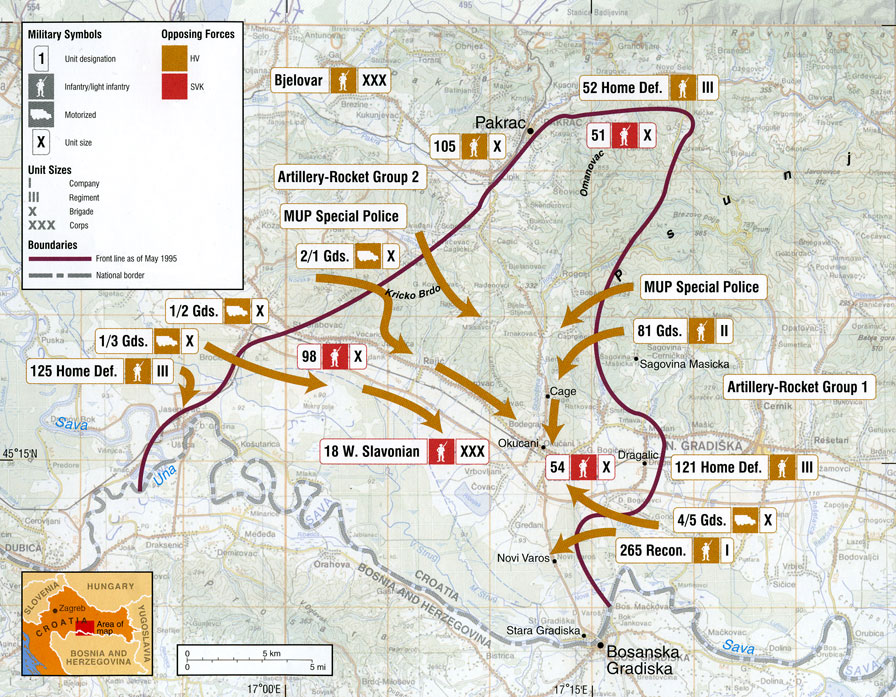
L'opération Éclair en mai 1995 en Slavonie occidentale.

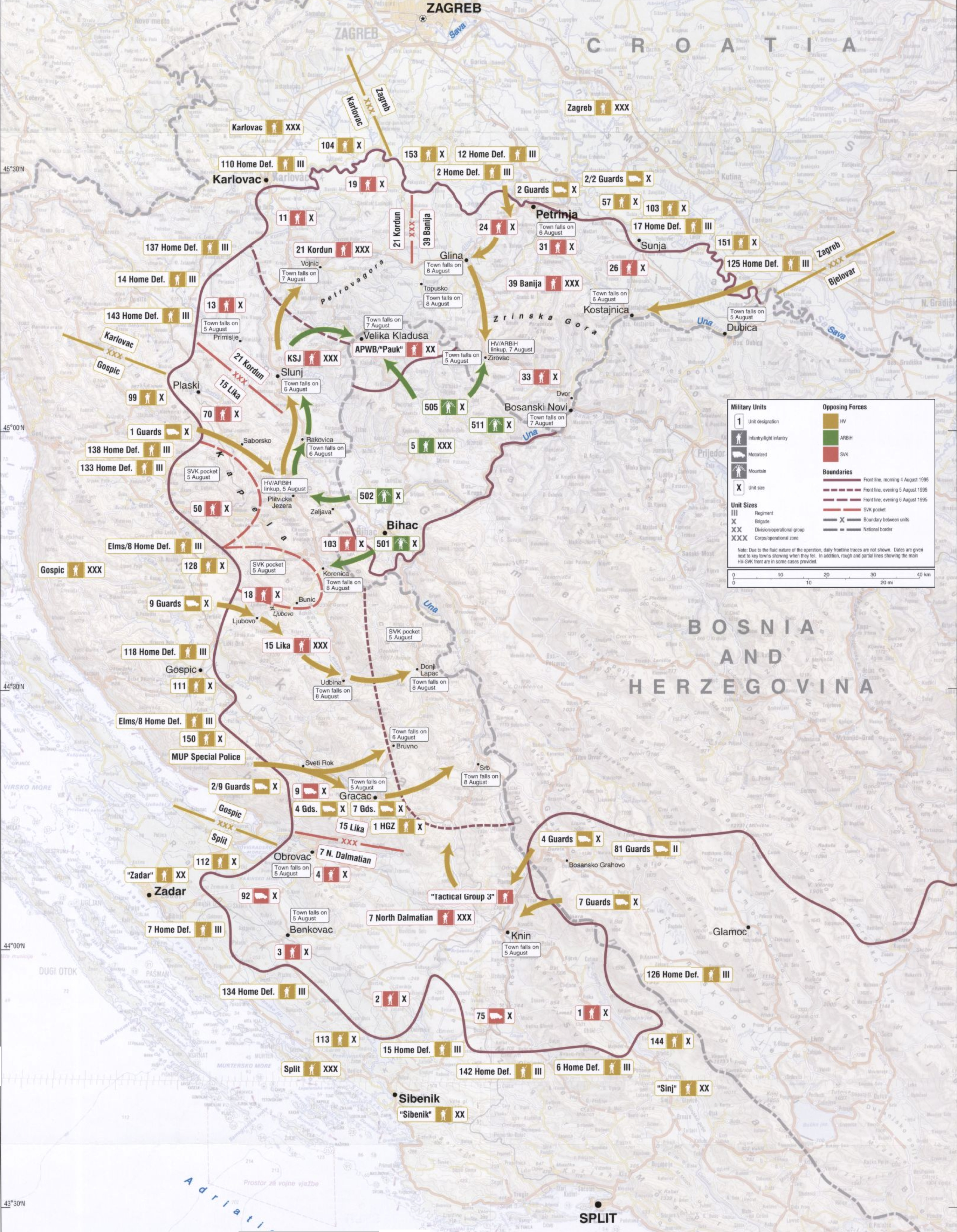
L'opération Tempête en août 1995 dans la RSK.

En janvier 1993, une opération militaire limitée (l'Opération Maslenica (sr)) est conduite par l'armée croate dans l'arrière-pays de Zadar afin de dégager l'étau serbe sur la route côtière et de désenclaver la côte dalmate alors séparée du reste du pays. En effet, un des buts territoriaux de la RSK était de gagner une ouverture sur la mer. Cet objectif ne fut jamais réalisé mais les communications terrestres entre le Sud de la Dalmatie et le reste de la Croatie furent coupées.
En septembre 1993, une autre opération (l'opération de la poche de Medak) est conduite en région de Lika au Sud de Gospić dont les faubourgs Sud sont régulièrement pilonnés depuis des positions serbes.
Mises à part ces deux offensives de l'armée croate et malgré des négociations en pointillés, le cessez-le-feu est plus ou moins respecté.
En Bosnie-Herzégovine voisine, alors en guerre civile et contre la Serbie, l'intervention répétée des forces de la RSK contre les Bosniaques (dits « Musulmans de Bosnie ») au côté des forces serbes de Bosnie (JNA et milices armées de la république serbe de Bosnie) conduit l'aviation de l'OTAN à bombarder en représailles la base aérienne de la RSK à Udbina en région de Lika le 21 octobre 1994.
Après quatre ans d'indépendance et de conflit, l'armée croate soutenue par les États-Unis[réf. nécessaire], lance le 1er mai 1995 l'opération Éclair qui lui permet de reprendre en 36 heures le contrôle de la Slavonie occidentale, désenclavant par là-même l'Est du pays.
La veille de l'Opération Tempête (Oluja), selon le conseiller aux affaires étrangères de la république de Krajina Slobodan Jarcevic, des avions militaires américains auraient attaqué et détruit des radars, des défenses aériennes, des ponts stratégiques et tous les moyens de communication de l'armée serbe.
Ainsi les forces croates lancent le 4 août 1995 une vaste opération baptisée Opération Tempête qui vise à reprendre le contrôle de la majeure partie des zones contrôlées par les Serbes en Croatie. Dès le lendemain, le fief des séparatistes, Knin, est repris et en moins de quatre jours, la quasi-totalité des territoires de la RSK échappant à l'autorité de Zagreb depuis 1991 est contrôlée par les forces croates.
Bien que la Croatie, par la voie de son président Franjo Tuđman, ait invité la population serbe à ne pas fuir de chez eux et à attendre l'arrivée de l'armée croate, les responsables séparatistes serbes ordonnent l'évacuation de la population civile. C'est ainsi qu'une grande partie des Serbes de la RSK sont contraints à l'exil, 120 000 Serbes prennent le chemin de l'exode et 30 000 militaires et paramilitaires serbes, surpris et terrifiés par la force de frappe de l'armée croate, fuient le combat et les territoires de la RSK pour rejoindre la Serbie, principalement la Voïvodine, ou la république serbe de Bosnie.

#### Slavonie orientale, Baranja et Syrmie occidentale

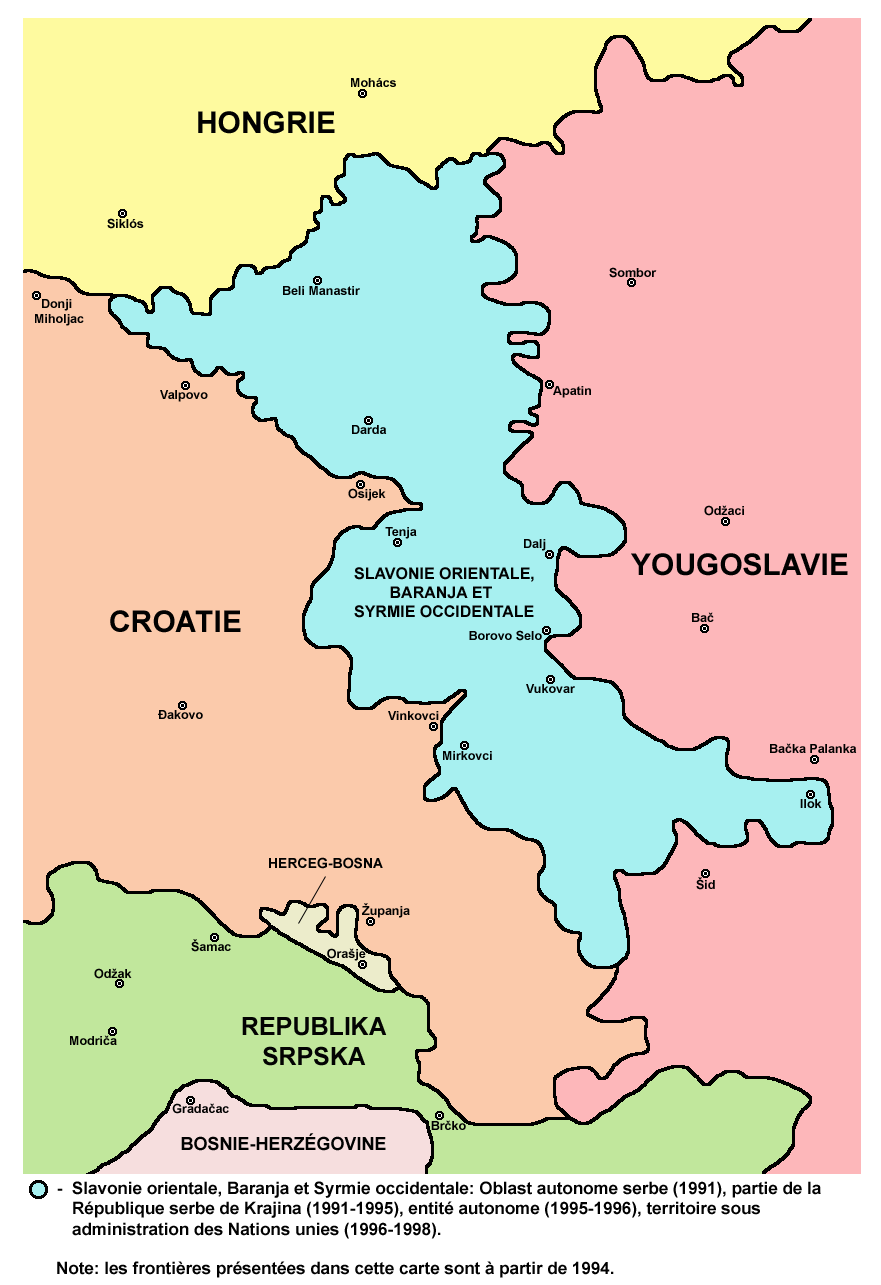
Carte de la Slavonie orientale, Baranja et Syrmie occidentale.

La Slavonie orientale, Baranja et Syrmie occidentale est la région croate frontalière avec la Serbie où se trouve la ville de Vukovar et fut intégrée à la RSK durant son existence. Cette région ne fut pas reconquise militairement par la Croatie et n'est retournée sous souveraineté croate que le 15 janvier 1998 au terme d'une réintégration négociée et pacifique.
Une force d'interposition, l'Administration transitoire des Nations unies pour la Slavonie orientale, la Baranja et le Srem occidental (ATNUSO, UNTAES en anglais), y a été déployée de 1996 à 1998 afin de préparer et d'accompagner le retour sous autorité croate ainsi que le retrait serbe préalable. En 1997, des élections municipales s'y sont tenues et les réfugiés croates ont pu y participer. Néanmoins, et en dépit de la présence des casques bleus, des dizaines de milliers de Serbes ont préféré quitter ce territoire pour la Serbie avant sa réintégration à la Croatie. Depuis 1998, plusieurs charniers de victimes des exactions des milices serbes y ont été mis au jour, notamment celui d'Ovcara près de Vukovar, où avaient été exécutés 261 personnes (blessés, membres du personnel de l'hôpital, habitants ayant participé à la défense de la ville contre l'armée yougoslave...) qui se trouvaient dans l'hôpital de la ville lors de sa chute le 18 novembre 1991.
Le 15 janvier 1998, ces derniers résidus de la RSK ont officiellement cessé d'exister en étant réintégrés à la Croatie.
Le retour des Serbes dans cette région est un point important parmi les conditions préalables soumises par Bruxelles pour l'intégration de la Croatie dans l'Union européenne. Certains[Qui ?] disent que c'est à cause de la mauvaise volonté de Zagreb, d'autres de l'absence de volonté de certains Serbes de retourner en Croatie. Ce point est régulièrement source de tension entre les deux parties lors des négociations.

#### Bilan de la guerre
La guerre serbo-croate aurait fait quelque 8 000 morts dans l'armée croate et environ 6 000 dans la JNA et les forces séparatistes serbes. Au niveau des pertes civiles, 7 000 civils croates et 2 500 civils serbes auraient perdu la vie durant cette guerre.
Des commentateurs insistent sur les attaques par des Croates portant des insignes oustachis contre les Serbes et la JNA et sur l'existence de camp de prisonniers comme le camp de prisonniers de Lora à Split où ont été commis des actes de torture et des exécutions,. Selon Eve Crépin, entre 1992 et 1997, environ un millier de détenus ont été emprisonnés à Lora et environ 70 personnes sont mortes dans le camp. Les responsables du camp de Lora ont été jugés et condamnés par la justice croate.
Le Tribunal pénal international pour l'ex-Yougoslavie, dans un de ses réquisitoires contre les criminels de guerre croates, dresse une liste des actes de pillage et de destruction des biens serbes effectués par les forces croates dans cette région entre le 4 août et le 15 novembre 1995 dans les municipalités de Benkovac, Donji Lapac, Drniš, Gračac, Knin, Korenica, Obrovac, Šibenik, Sinj et Zadar et compte 12 230 habitations pillées ou détruites. En outre, l'acte d'accusation fait nommément état du meurtre de 32 personnes. C'est également pour les crimes commis sous son autorité pendant cette opération que l'ex-général croate Ante Gotovina, responsable d'une partie de l'opération, est accusé, condamné puis acquitté en appel.
Le 5 mars 2006, l'ancien président de la RSK Milan Babić, condamné pour crimes de guerre et crimes contre l'humanité par le Tribunal pénal international pour l'ex-Yougoslavie, se suicide dans sa cellule de La Haye.
Au mois de juin 2006, 161 personnes au total ont été mises en examen dans le cadre du TPIY.

#### Gouvernement en exil
Un gouvernement en exil a existé pendant peu de temps après l'opération Tempête. Il s'est reformé le 26 février 2005 et a renommé la « république serbe de Krajina » en « république de Serb-Krajina ».
Le 12 septembre 2008, le gouvernement en exil de la république serbe de Krajina reconnaît l'indépendance de l'Abkhazie et de l'Ossétie du Sud.

## Politique
La RSK prônait un rattachement de la république serbe de Krajina et de la république serbe de Bosnie à la Serbie.
L'indépendance de la RSK ne fut reconnue par aucun État ni organisation internationale hormis par la Serbie. La RSK n'était donc membre d'aucune institution ou organisation légale et était considérée comme région appartenant à la Croatie et entrée en insurrection.
Le 16 février 1992, Milan Babić fut déposé par Belgrade car il était globalement opposé au plan Vance. Il resta néanmoins impliqué dans la politique de la RSK. Il fut remplacé le 26 février par Goran Hadžić, jugé plus fidèle à Slobodan Milošević.
La RSK se dota alors de tous les éléments constitutifs d'un état : drapeau, hymne, armoiries, gouvernement, monnaie, poste, timbres, etc. Cependant, la RSK dépendait totalement de la Serbie car elle était isolée politiquement, les liens commerciaux avec la Croatie et la Bosnie-Herzégovine étaient interrompus, l'économie et l'agriculture étaient détruites par la guerre, le chômage atteignait des taux records et la monnaie subissait des dévaluations (un million puis un milliard). Elle se transforma en fardeau pour la Serbie ce qui poussa vraisemblablement Milošević à accélérer le règlement de la situation et le retour de la paix.
Les présidents de la république serbe de Krajina furent :
- Milan Babić du 19 décembre 1991 au 16 février 1992 ;
- Mile Paspalj du 16 février 1992 au 26 février 1992 (président par intérim) ;
- Goran Hadžić du 26 février 1992 au 26 janvier 1994 ;
- Milan Martić du 26 janvier 1994 au 7 août 1995.

Les premiers ministres de la république serbe de Krajina furent :
- Dusan Vjestica du 19 décembre 1991 au 16 février 1992 ;
- Risto Matković du 16 février 1992 au 26 décembre 1992 (premier ministre par intérim) ;
- Zdravko Zecević du 26 février 1992 au 21 avril 1993 ;
- Djordje Bjegović du 21 avril 1993 au 27 mars 1994 ;
- Borislav Mikelić du 27 mars 1994 au 27 juillet 1995 ;
- Milan Babić du 27 juillet 1995 au 7 août 1995.

## Population

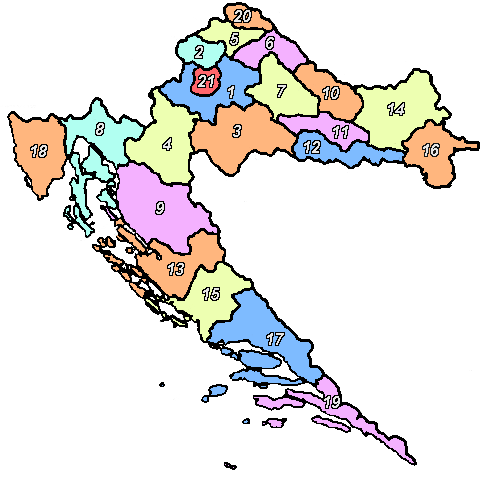
Découpage régional de la Croatie en vigueur depuis 1995.

En 1991, 52,15 % de la population de la RSK de Croatie se déclarait Serbes, 35,9 % Croates et 11,94 % Musulmans (en majorité référencés aujourd'hui comme Bosniaques), et en plus faible proportion Juifs, Hongrois, Monténégrins, etc.[citation nécessaire]
Mais ces proportions ont considérablement varié du fait de la guerre en Croatie même mais aussi celle en Bosnie-Herzégovine à cause de la mortalité, des exodes, des déplacements de population dans et entre les États.
En 1993, le gouvernement de la RSK annonçait une population de 480 000 habitants (91 % de Serbes, 7 % de Croates et 2 % d'autres). En 1994, il annonçait le chiffre de 430 000 habitants, la chute du nombre étant due aux déplacements de populations non-serbes.
Depuis la fin de la RSK, la structure ethnique d'avant la guerre et accentuée par la RSK s'est complètement inversée : les Serbes représentent environ 20 % de la population de l'ex-Krajina. En 2001, les Serbes représentaient 4,5 % de la population de la Croatie avec 201 000 personnes contre 582 000 personnes soit 12,2 % de la population en 1991.
De plus, le remodelage administratif du territoire croate opéré en 1995 a réuni certaines communes et redécoupé les départements dans le but de gommer les différences ethniques (par exemple des communes à majorité serbe ont été regroupées avec des communes à majorité croate) et d'associer territoires de l'ex-Krajina avec territoires croates.
Immédiatement après la fin de l'offensive croate, seuls 4 000 Serbes sont rentrés chez eux. Toutefois, depuis la mort de Franjo Tuđman en 2000 et la plus grande démocratisation du pays, on assiste à un retour de 10 000 à 20 000 Serbes par an en Croatie. Actuellement, la grande majorité des Serbes de l'ex-RSK restés ou revenus en Croatie le sont dans les campagnes et sont essentiellement des personnes âgées.
Le retour des Croates chassés par la guerre est plus significatif puisque 100 000 d'entre eux ont pu retourner dans leurs foyers depuis la dissolution de la RSK. À ce mouvement de retour, il faut ajouter la naturalisation de réfugiés croates originaires de Bosnie-Herzégovine et restés en Croatie.

## Géographie

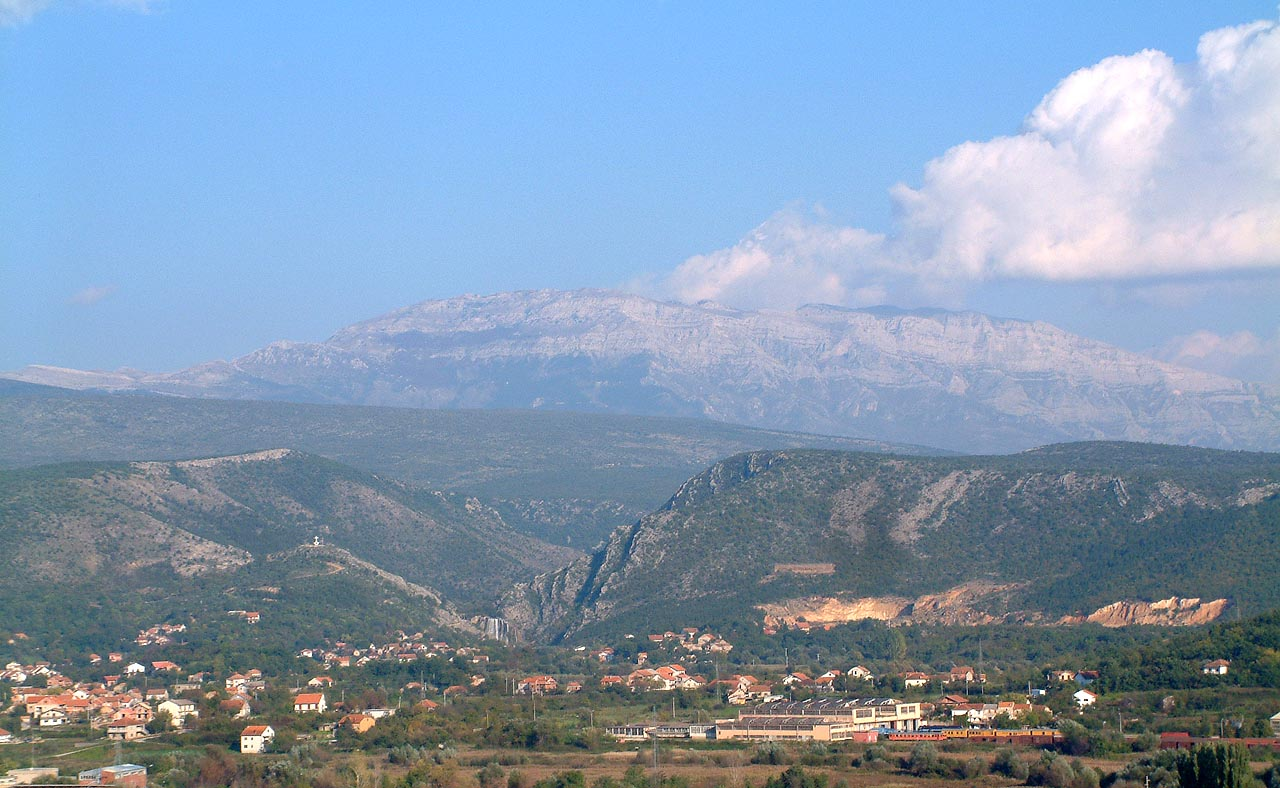
Les Alpes dinariques dans les environs de Knin.

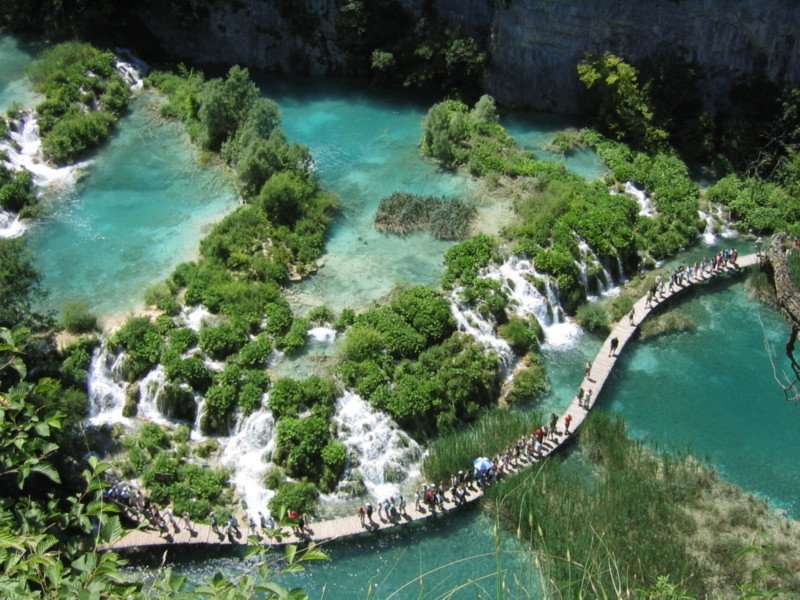
Le parc national des lacs de Plitvice.

La république serbe de Krajina couvrait tout ou partie des régions naturelles de Knin, Lika, Banovina, la Slavonie occidentale et la Slavonie orientale (Vukovar, Syrmie occidentale et Baranja croate).
La région de Knin constitue l'arrière pays de la côte dalmate et est formée de collines calcaires et rocailleuses composant l'Ouest des Alpes dinariques. Il s'agit de la région la plus pauvre et la moins développée de Croatie. La région située au centre de la Croatie est quant à elle constituée de collines plus fertiles en bordure de la plaine de la Save, la rivière principale de Croatie. Knin est la plus grande ville avec 15 190 habitants en 2001.
La Slavonie orientale est formée de plaines fertiles en bordure de la Drave au nord, du Danube à l'est et de la Save au sud, dans le Sud de la plaine de Pannonie. Vukovar, au bord du Danube, est la plus grande ville avec 30 126 habitants en 2001.
La voie de chemin de fer reliant Zagreb à la côte dalmate passe par Knin et traverse la Bosnie-Herzégovine en passant par Bihać. Une autre ligne de chemin de fer, reliant Zagreb à Belgrade et passant par la Slavonie orientale, longe la Save, l'autoroute Zagreb-Slavonski Brod (une ville portuaire sur la Save) et la frontière Nord avec la Bosnie-Herzégovine.

## Procédure de justice devant la CIJ
- La Croatie a déposé une plainte contre la Serbie et le Monténégro (anciennement république fédérale de Yougoslavie) pour établir leur culpabilité sur les crimes commis durant la guerre de Croatie (notamment pour le bombardement de Dubrovnik et le siège de Vukovar)[14].
- La Serbie, elle aussi prévoit de déposer une plainte devant le CIJ envers la Croatie pour crimes de guerre, à la suite de l'expulsion de Croatie de 200 000 Serbes[15].